# Sindaci di Santa Cristina d'Aspromonte
Di seguito l'elenco cronologico dei sindaci di Santa Cristina d'Aspromonte e delle altre figure apicali equivalenti che si sono succedute nel corso della storia.

## Lista dei Sindaci di Santa Cristina d'Aspromonte

### Regno di Napoli (1302-1816)]
| Nominativo                             | Partito | Mandato | Mandato |
| Nominativo                             | Partito | Inizio  | Fine    |
| -------------------------------------- | ------- | ------- | ------- |
| Salvo Scullino                         | –       | 1444    | 1444    |
| Francesco Coscinà                      | –       | 1620    | 1620    |
| Domenico Clemente                      | –       | 1666    | 1666    |
| Domenico Musitano (Sindaco dei nobili) | –       | 1745    | 1745    |
| Gregorio Alessio (Sindaco dei nobili)  | –       | 1759    | 1761    |
| Nicola Italiani                        | –       | 1768    | 1769    |
| Gregorio Alessio (Sindaco dei nobili)  | –       | 1769    | 1771    |
| Antonino Papalia                       | –       | 1787    | 1787    |
| Manerio Spadari                        | –       | 1809    | 1810    |
| Francesco Potitò                       | –       | 1810    | 1811    |
| Gaspare Passarelli                     | –       | 1811    | 1813    |
| Martiniano Brancatisano                | –       | 1813    | 1815    |
| Gaspare Passarelli                     | –       | 1815    | 1816    |

### Regno delle Due Sicilie (1816-1861)
| Nominativo             | Partito | Mandato        | Mandato        |
| Nominativo             | Partito | Inizio         | Fine           |
| ---------------------- | ------- | -------------- | -------------- |
| Gaspare Passarelli     | –       | 1816           | 1817           |
| Francesco Alessio      | –       | 1817           | febbraio 1826  |
| Giuseppe Campanella    | –       | febbraio 1826  | giugno 1829    |
| Francesco Alessio      | –       | giugno 1829    | 1832           |
| Antonino Fragomeni     | –       | 1832           | 1833           |
| Nicola Spadari         | –       | 1833           | marzo 1834     |
| Vincenzo Zillini       | –       | 1833           | marzo 1834     |
| Michelangelo Zampogna  | –       | marzo 1834     | febbraio 1836  |
| Giovanni Longo         | –       | febbraio 1836  | 5 gennaio 1840 |
| Rocco Longo Mazzapica  | –       | 5 gennaio 1840 | 5 gennaio 1842 |
| Gregorio Alessio       | –       | 5 gennaio 1842 | maggio 1845    |
| Rocco Longo Mazzapica  | –       | maggio 1845    | marzo 1847     |
| Francesco Alessio      | –       | marzo 1847     | marzo 1849     |
| Filippo Antonio Argirò | –       | marzo 1849     | 1854           |
| Rocco Longo Mazzapica  | –       | 1854           | gennaio 1859   |
| Giovanni Longo         | –       | gennaio 1859   | 1859           |
| Rocco Longo Mazzapica  | –       | 1859           | 1860           |
| Pasquale Spadari       | –       | 1860           | 1860           |
| Gregorio Alessio       | –       | 1860           | 30 luglio 1861 |

### Regno d'Italia (1861-1946)
| Sindaci nominati dal governo (1861-1890)                           | Sindaci nominati dal governo (1861-1890) | Sindaci nominati dal governo (1861-1890) | Sindaci nominati dal governo (1861-1890) |
| Nominativo                                                         | Partito                                  | Mandato                                  | Mandato                                  |
| Nominativo                                                         | Partito                                  | Inizio                                   | Fine                                     |
| ------------------------------------------------------------------ | ---------------------------------------- | ---------------------------------------- | ---------------------------------------- |
| Gregorio Alessio                                                   | –                                        | 30 luglio 1861                           | 17 aprile 1864                           |
| Gregorio Alessio                                                   | –                                        | 17 aprile 1864                           | 20 gennaio 1867                          |
| Gregorio Alessio                                                   | –                                        | 20 gennaio 1867                          | 1870                                     |
| Vincenzo Alessio                                                   | –                                        | 1870                                     | 1873                                     |
| Domenico Longo                                                     | –                                        | 1873                                     | maggio 1881                              |
| Vincenzo Alessio                                                   | –                                        | maggio 1881                              | 11 febbraio 1890                         |
| Sindaci eletti dal consiglio comunale (1890-1926)                  |                                          |                                          |                                          |
| Nominativo                                                         | Partito                                  | Mandato                                  | Mandato                                  |
| Nominativo                                                         | Partito                                  | Inizio                                   | Fine                                     |
| Sebastiano La Cava                                                 | –                                        | 11 febbraio 1890                         | 1894                                     |
| Pasquale Galatti                                                   | –                                        | 1894                                     | giugno 1899                              |
| Giuseppe Alessio                                                   | –                                        | giugno 1899                              | 1903                                     |
| Vincenzo Alessio (Facente funzioni di Sindaco)                     | –                                        | 1903                                     | 1904                                     |
| Nunzio La Cava (Facente funzioni di Sindaco)                       | –                                        | 1903                                     | 1904                                     |
| Vincenzo Spadari (Facente funzioni di Sindaco)                     | –                                        | 1903                                     | 1904                                     |
| Fedele Longo                                                       | –                                        | 1904                                     | 1911                                     |
| Giuseppe Alessio                                                   | –                                        | 1911                                     | 1916                                     |
| Michele Tigani                                                     | –                                        | 1916                                     | 1920                                     |
| Giovanbattista Barone Crea (Commissario prefettizio)               | –                                        | 1920                                     | 1921                                     |
| Gregorio Alessio                                                   | –                                        | 1921                                     | 1922                                     |
| Lacquaniti (Commissario prefettizio)                               | –                                        | 1922                                     | 1922                                     |
| Giosofatto Bagalà                                                  | –                                        | 1922                                     | 1923                                     |
| Gregorio Alessio                                                   | –                                        | 1923                                     | 1923                                     |
| Pietro Bagalà (Commissario prefettizio)                            | –                                        | 1923                                     | 1924                                     |
| Pietro Bagalà (Facente funzioni di Sindaco)                        | –                                        | 1924                                     | 1925                                     |
| Luigi Galatti                                                      | –                                        | 1925                                     | luglio 1926                              |
| Podestà nominati dal governo (1926-1944)                           |                                          |                                          |                                          |
| Nominativo                                                         | Partito                                  | Mandato                                  | Mandato                                  |
| Nominativo                                                         | Partito                                  | Inizio                                   | Fine                                     |
| F. Zampogna                                                        | –                                        | luglio 1926                              | 1927                                     |
| F. Cavaliere (Commissario prefettizio)                             | –                                        | luglio 1926                              | 1927                                     |
| Gregorio Ioculano                                                  | –                                        | 1927                                     | 1928                                     |
| Saverio Cacciolo                                                   | –                                        | 1928                                     | aprile 1929                              |
| Gregorio Ioculano                                                  | –                                        | aprile 1929                              | settembre 1937                           |
| Gaetano Galatti                                                    | –                                        | settembre 1937                           | 1942                                     |
| F. Pugliatti                                                       | –                                        | 1942                                     | 1943                                     |
| Gregorio Ioculano                                                  | –                                        | 1943                                     | 1944                                     |
| Emanuele Calabrò                                                   | –                                        | 1944                                     | 1944                                     |
| Sindaci nominati dal Comitato di Liberazione Nazionale (1944-1946) |                                          |                                          |                                          |
| Nominativo                                                         | Partito                                  | Mandato                                  | Mandato                                  |
| Nominativo                                                         | Partito                                  | Inizio                                   | Fine                                     |
| Valerio Vergara (Vice commissario prefettizio)                     | –                                        | 1944                                     | 1945                                     |
| Salvatore Cotroneo                                                 | –                                        | 1945                                     | 1945                                     |
| Giuseppe Brandolino (Commissario prefettizio)                      | –                                        | 1945                                     | gennaio 1946                             |
| Domenico Galatti (Commissario prefettizio)                         | –                                        | gennaio 1946                             | 1946                                     |

### Repubblica italiana (dal 1946)
| Sindaci eletti dal consiglio comunale (1946-1995)    | Sindaci eletti dal consiglio comunale (1946-1995) | Sindaci eletti dal consiglio comunale (1946-1995)  | Sindaci eletti dal consiglio comunale (1946-1995) | Sindaci eletti dal consiglio comunale (1946-1995) |
| Nominativo                                           | Partito                                           | Partito                                            | Mandato                                           | Mandato                                           |
| Nominativo                                           | Partito                                           | Partito                                            | Inizio                                            | Fine                                              |
| ---------------------------------------------------- | ------------------------------------------------- | -------------------------------------------------- | ------------------------------------------------- | ------------------------------------------------- |
| Valerio Vergara                                      | –                                                 | –                                                  | 1946                                              | 1951                                              |
| Giuseppe Napoli                                      | –                                                 | –                                                  | 1951                                              | gennaio 1952                                      |
| R. Galatti                                           | –                                                 | –                                                  | gennaio 1952                                      | luglio 1952                                       |
| Domenico Caminiti                                    | –                                                 | –                                                  | luglio 1952                                       | dicembre 1952                                     |
| Salvatore Cotroneo                                   | –                                                 | –                                                  | dicembre 1952                                     | 1957                                              |
| Salvatore Cotroneo                                   | –                                                 | –                                                  | 1957                                              | 1962                                              |
| Salvatore Cotroneo                                   | –                                                 | –                                                  | 1962                                              | marzo 1965                                        |
| Antonino Oliva                                       | –                                                 | –                                                  | marzo 1965                                        | 1965                                              |
| Sebastiano Alessio                                   | –                                                 | –                                                  | 1965                                              | 1970                                              |
| Sebastiano Alessio                                   | –                                                 | –                                                  | 1970                                              | 1975                                              |
| Emilio Carmelo Logozzo                               | –                                                 | –                                                  | 1975                                              | 1980                                              |
| Emilio Carmelo Logozzo                               |                                                   | Partito Repubblicano Italiano                      | 1980                                              | 1985                                              |
| Emilio Carmelo Logozzo                               | 2 luglio 1985                                     | Partito Repubblicano Italiano                      | 21 marzo 1990                                     |                                                   |
| Alfonso Germanò                                      |                                                   | Partito Socialista Italiano                        | 29 giugno 1990                                    | 24 aprile 1995                                    |
| Sindaci eletti direttamente dai cittadini (dal 1995) |                                                   |                                                    |                                                   |                                                   |
| Nominativo                                           | Lista                                             | Lista                                              | Mandato                                           | Mandato                                           |
| Nominativo                                           | Lista                                             | Lista                                              | Inizio                                            | Fine                                              |
| Carmela Madaffari                                    |                                                   | Lista civica di centro                             | 24 aprile 1995                                    | 23 settembre 1998                                 |
| Domenico Mezzatesta (Vicesindaco)                    |                                                   | Lista civica di centro                             | 23 settembre 1998                                 | 14 giugno 1999                                    |
| Alfonso Germanò                                      |                                                   | Lista civica (Bilancia)                            | 14 giugno 1999                                    | 14 giugno 2004                                    |
| Alfonso Germanò                                      | 14 giugno 2004                                    | Lista civica (Bilancia)                            | 8 giugno 2009                                     |                                                   |
| Domenica Gangemi                                     |                                                   | Lista civica (Bilancia)                            | 8 giugno 2009                                     | 26 maggio 2014                                    |
| Carmela Madaffari                                    |                                                   | Lista civica (Insieme per S.Cristina d'Aspromonte) | 26 maggio 2014                                    | 25 agosto 2017                                    |
| Salvatore Papalia (Vicesindaco reggente)             |                                                   | Lista civica (Insieme per S.Cristina d'Aspromonte) | 25 agosto 2017                                    | 11 giugno 2018                                    |
| Salvatore Papalia                                    |                                                   | Lista civica (Insieme per S.Cristina d'Aspromonte) | 11 giugno 2018                                    | 15 maggio 2023                                    |
| Salvatore Papalia                                    | 15 maggio 2023                                    | Lista civica (Insieme per S.Cristina d'Aspromonte) | in carica                                         |                                                   |